# اوویلا (ویرجینیای غربی)
اوویلا (به انگلیسی: Uvilla) یک منطقهٔ مسکونی در ایالات متحده آمریکا است که در شهرستان جفرسون، ویرجینیای غربی واقع شده‌است.